# Pulaski Skyway
Pulaski Skyway (pełna nazwa: The General Pulaski Skyway) – most drogowy w północnej części stanu New Jersey (USA) o długości 3,5 mili (5,6 kilometra). Otwarty 24 listopada 1932, nazwany na cześć polskiego generała Kazimierza Pułaskiego.